# 吉野 (宇都宮市)
吉野（よしの）は栃木県宇都宮市の町。現行行政町名では吉野一丁目・吉野二丁目が設定されており、全域が住居表示実施地域である。郵便番号は320-0838（宇都宮中央郵便局管区）。

## 地理
宇都宮市南部の一区域。東武線南宇都宮駅の北に広がる住宅街である。東から一丁目・二丁目。北は菊水町、東は新町二丁目、南は日の出一丁目・日の出二丁目、西は弥生一丁目・二丁目と接する。
南宇都宮駅北の駅前広場からは放射状に道路が整備されている。駅北口から正面に延びる道路や東武線と並行する南宇都宮駅前通りには、小規模ながら商店街が形成されている。また大谷石の蔵が数多く残り、一部はレストランやギャラリーに転用されている。
宇都宮市役所による地域区分（16地区）では本庁地区、地区連合自治会区域（39地区）では宮の原地区に含まれる。吉野全域が吉野自治会のエリアとなる。

### 小・中学校の学区
市立小・中学校に通う場合の学区は以下の通りとなる。
| 町丁       | 小学校       | 中学校     |
| ---------- | ------------ | ---------- |
| 吉野一丁目 | 宮の原小学校 | 一条中学校 |
| 吉野二丁目 | 宮の原小学校 | 一条中学校 |

吉野は2015年（平成27年）度まで宮の原中学校の学区であったが、2016年（平成28年）度より一条中学校に変更された。

## 歴史
旧町名においては西原町の一部である。
昭和初期の宇都宮市では、昭和恐慌からの脱却を目指して都市再開発が行われ、東武宇都宮線や東京街道（不動前 - 池上町間）の開通、宇都宮刑務所の西原（現・明保野町）移転などが実施された。後に吉野となる地域を含む約80町歩（≒80 ha）でも、陽南土地区画整理組合が1932年（昭和7年）7月1日に発足した。同年、宇都宮常設球場が開設されたのを機に土地区画整理対象地を通る東武宇都宮線に野球場前駅（翌年改称し南宇都宮駅）が開業したことで、駅を中心として放射状に道路を整備した。道路の形状は田園調布に似ており、駅を中心とした住宅地開発という点でも共通するが、田園調布をまねたわけではなく偶然の一致である。区画整理は1937年（昭和12年）に完了し、南宇都宮駅前には大谷石の倉庫群が建設された。
モータリゼーションの進展前から道路幅を広くとったことから、市内でいち早く上下水道や都市ガスが整備された。

### 沿革
- 1886年（明治19年） - 河内郡西原村が西原町に改称。
- 1889年（明治22年）4月1日 - 町村制施行。河内郡西原町は宇都宮町の一部となり、河内郡宇都宮町西原町となる。
- 1896年（明治29年）4月1日 - 宇都宮町が市制施行。宇都宮市西原町となる。
- 1937年（昭和12年） - 西原町の一部区域が蒲生町（がもうちょう）1・2丁目および吉野町1・2丁目として分立。
- 1964年（昭和39年）9月30日 - 住居表示実施により蒲生町2丁目の一部が新町2丁目となる[11]。
- 1965年（昭和40年）9月30日 - 住居表示実施により宇都宮市蒲生町1丁目・蒲生町2丁目・吉野町1丁目・吉野町2丁目および富士見通1丁目・陽南通2丁目のそれぞれ一部の区域をもって吉野1丁目・吉野2丁目が成立[12]。同日蒲生町1丁目・蒲生町2丁目・吉野町1丁目・吉野町2丁目は廃止。

### 町名の変遷
| 実施後     | 実施年月日                | 実施前（特記を除き各町ともその一部）                                                   |
| ---------- | ------------------------- | -------------------------------------------------------------------------------------- |
| 吉野一丁目 | 1965年（昭和40年）9月30日 | 蒲生町一丁目（全域）、蒲生町二丁目（全域）、吉野町一丁目、吉野町二丁目、富士見通一丁目 |
| 吉野二丁目 | 1965年（昭和40年）9月30日 | 吉野町一丁目、吉野町二丁目、富士見通一丁目、陽南通二丁目                               |

## 世帯数と人口
2017年（平成29年）7月31日現在の世帯数と人口は以下の通りである。
| 丁目       | 世帯数  | 人口  |
| ---------- | ------- | ----- |
| 吉野一丁目 | 159世帯 | 326人 |
| 吉野二丁目 | 216世帯 | 435人 |
| 計         | 375世帯 | 761人 |

## 交通

### 鉄道

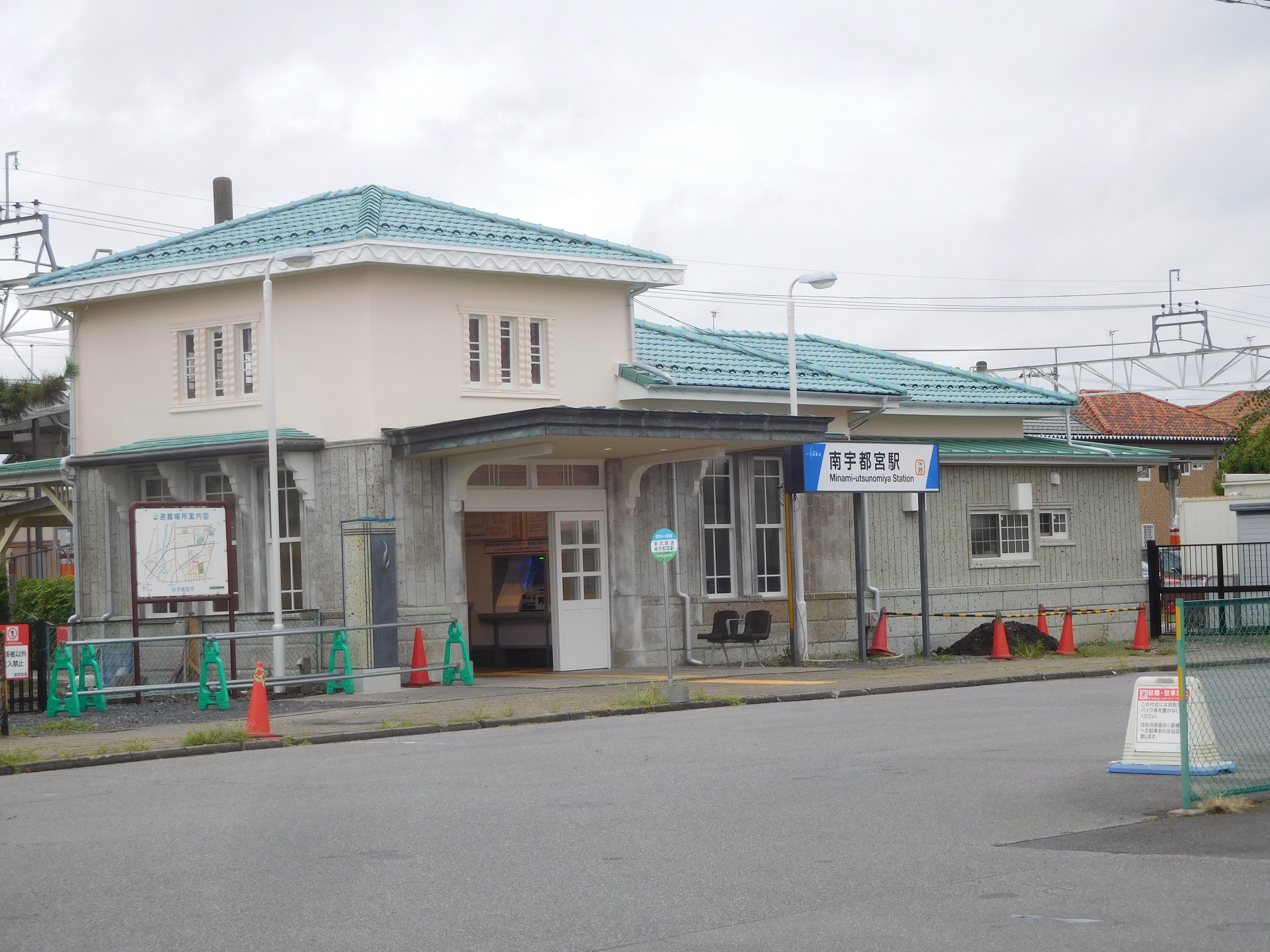
南宇都宮駅

吉野二丁目にある東武宇都宮線南宇都宮駅が利用できる。吉野の南方には東武線とJR日光線が交差するポイントがあるがこちらには駅はなく、利用する場合の最寄り駅は鶴田駅となる。

### 道路
- 南宇都宮駅前通り：吉野一丁目・二丁目の間を東西方向に通過する。東は南宇都宮駅・新町・不動前通り方面、西は栃木街道方面に向かう。
- 富士見通り：吉野一丁目・二丁目の北を通過。東は新町・不動前通り方面、西は栃木街道方面に向かう。
- 陽西通り：吉野二丁目の西側を通過。北は平成通り・大通り方面、南は日の出方面へ向かう。
- 宮の原通り：吉野一丁目を南北に通過する。北は平成通方面、南は宮原方面へ向かう。

### 路線バス
南宇都宮駅前通りを経由する系統と富士見通りを経由する系統が利用できる。
- 関東バス
  - JR宇都宮駅 - 東武駅前 - 陽西通り - 文化会館前 - 南宇都宮 - 鶴田駅
    - 南宇都宮駅前通りを通過する系統。駅前交差点にある「南宇都宮」バス停に加え、陽西通り上にある「文化会館前」バス停、南宇都宮駅前通り上にある「吉野二丁目」バス停が利用できる。

  - JR宇都宮駅 - 東武駅前 - 六道 - 文化会館前 - 鶴田駅・西川田東
    - 富士見通りを通過する系統。吉野からは「文化会館前」「あけぼの公園」の各バス停が利用できる。

## 主な施設
- 東武宇都宮線南宇都宮駅（吉野二丁目）
- 宇都宮吉野郵便局（吉野二丁目）
- ファミリーマート南宇都宮店（吉野一丁目）
- セントラルスポーツクラブ南宇都宮（吉野二丁目） - 旧東武スポーツクラブうつのみや（南宇都宮駅 貨物留置場跡）